# 王怡武
王怡武（1975年8月21日—），中国前男子游泳运动员。他曾获得1994年亚洲运动会游泳比赛男子200米蛙泳金牌，还参加了1996年夏季奥运会游泳比赛。